# サイクロンエンジン
サイクロン エンジン（CYCLONE ENGINE）とは、三菱自動車工業が開発したエンジンの名称である。なお、本稿ではサイクロンV6についても述べる。

## 歴史
1986年（昭和61年）2月3日に一部改良、およびマイナーチェンジを実施したギャランΣ/エテルナΣ、ミラージュ、ランサーフィオーレに搭載したことが初出である。後に、デリカスターワゴン/デリカエクシードなどに搭載された。1988年に三菱・スタリオンのエンジンがG63BTからG54BTに換装された際にも、この名称が使用された。
その後、ギャランΣ/エテルナΣとデボネアにV6を載せ、軽のミニカやミニキャブには550ccの3気筒エンジン（のちに660ccに拡大）を載せた。
なお、サイクロンV6は米国・クライスラー社や韓国・現代自動車へも供給された。バルカンエンジンやシリウスエンジンなどの時代とは異なり、サイクロンエンジン搭載の場合、竜巻のイラスト入りステッカーを一時期リヤガラスに貼り付けていた。

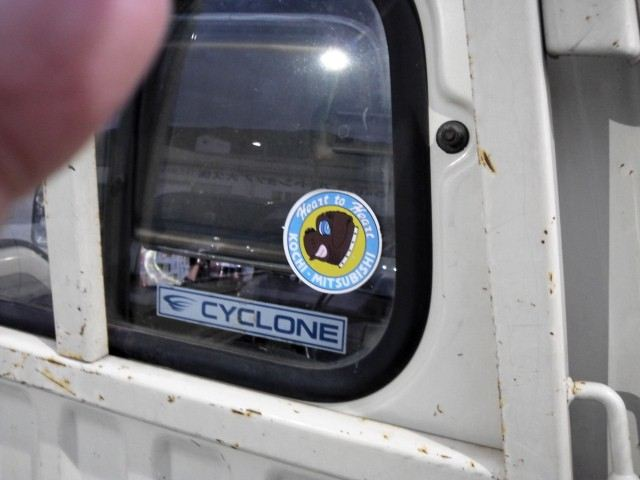
ミニキャブトラック　サイクロンとギャラン店のステッカー

## 特徴

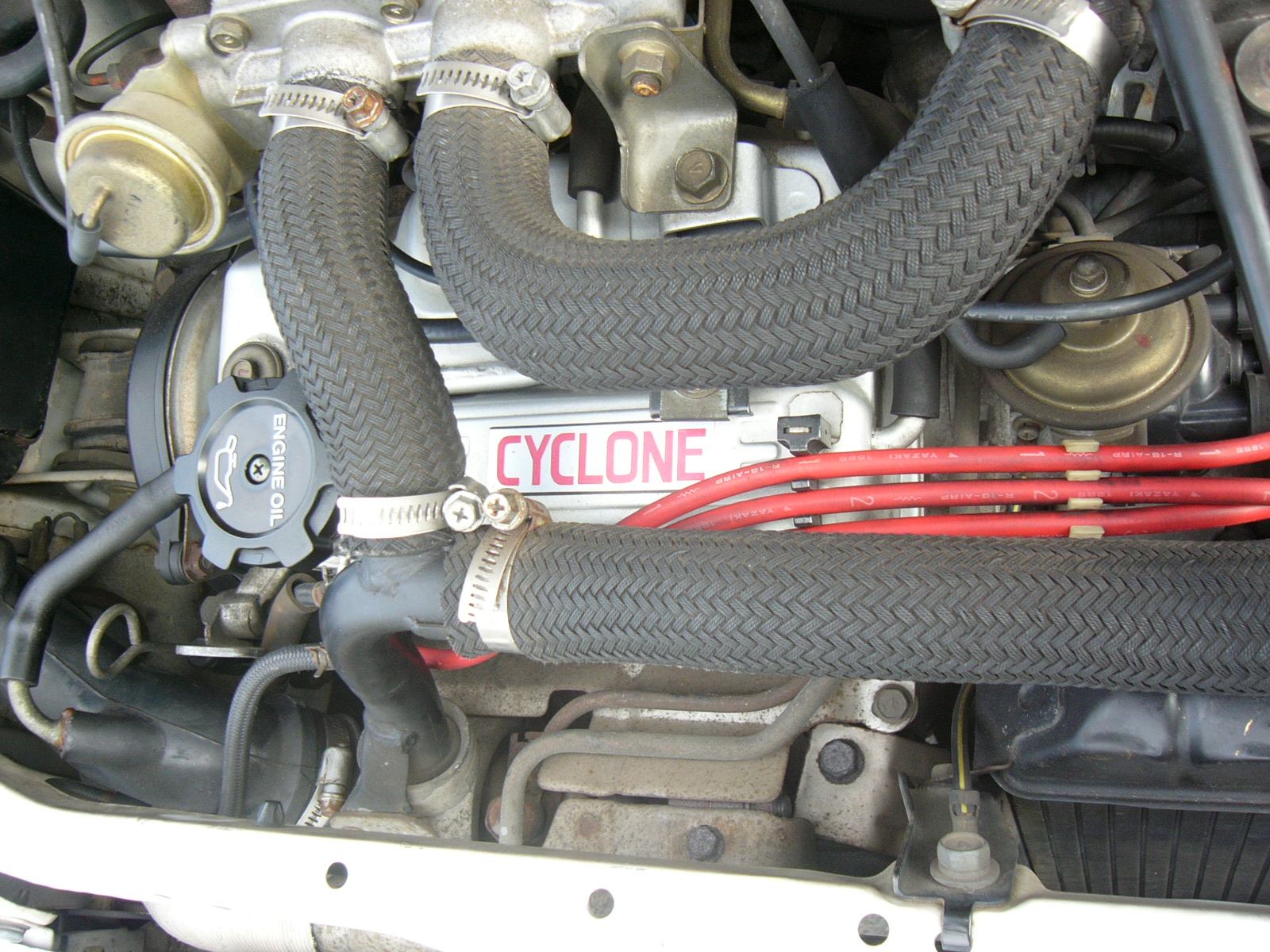
3G81ターボエンジンのヘッドカバーに貼付されたサイクロンロゴ。G54Bターボエンジンにも同様のステッカーが貼付された。

シリンダー内に竜巻様のスワール（乱流）を発生させる事を特色とする、同社の既存のMCA-JET（ジェットバルブ付半球型燃焼室）をさらに改良させた、SOHC2バルブ・多球形燃焼室、シングルポイント（ECI）またはマルチポイント（ECI-MULTI）電子制御式燃料噴射を基本とする。スワールの発生をジェットバルブのみに依存していたMCA-JETと異なり、吸気ポート形状を改良することで、必ずしもジェットバルブを用いなくともスワールの発生が行えるようになっている。これにより旧来のMCA-JETの弱点でもあった動弁系の構造の複雑化や慣性荷重の増大要因であった二又のロッカーアームや、ジェットバルブ本体の高回転時のバルブサージングの問題が解消した為、環境性能と同時により高回転・高出力化が図れるようになった。
当初は他社に見られた既存のDOHC4バルブ・ペントルーフ形燃焼室、あるいはSOHC3バルブ・多球形型燃焼室等に対するアンチテーゼを持って登場したが、ターボや4WD（90年代にはGDI等でも行われた）などに見られた当時の同社の販売戦略である、フルライン路線の一環として広められたキャッチコピーでもあり、4D6型や4D5型などの前述の技術体系とはあまり関連性の無いディーゼルエンジンや、4G3型や4G6型のように系列内でサイレントシャフトおよびMCA技術の採用を示すB系番を持たない形式番号のエンジン、G54Bターボのように純粋にMCA-JET技術のみで構成されたエンジンにも「サイクロン」が名付けられていた。
こうした事情が存在した上に、のちに6G7型や3G8型などエンジン系列のペットネーム自体が「サイクロン」であったものがDOHCを含む1気筒あたり3 - 5バルブのマルチバルブ方式に発展した事もあり、次第に名称の存在意義は失われていき、同系列のエンジンを除いては「サイクロン」の命名は廃れていった。なお、サイクロンエンジンの大規模な販促活動が終息した後も、主に商用車や海外輸出向けの廉価なSOHC2バルブにおいては、"ジェットバルブが廃された多球形燃焼室"という形で、サイクロンエンジンが確立した概念そのものは残り続けている。

### サイクロンと名づけられたエンジン
太字は系列の愛称そのものがサイクロンであったものである。
- 三菱・6G7型エンジン - 国内では6G71、6G72など初期のジェットバルブ付SOHC12バルブが該当したが、同系列のエンジンのペットネーム自体がサイクロンV6であった事もあり、海外では6G73等もサイクロンエンジンとして見なされている。
- 三菱・3G8型エンジン - 3G81、3G83（共にDOHC含む）
- 三菱・4G6/4D6型エンジン - G62B、G63B、4G61（DOHC専用）、4G63（SOHC・DOHC問わず）、4G67（DOHC専用）、4D65（ディーゼル）
  - 三菱・シリウスDASH3×2 - 横置きエンジンのみサイクロンDASH3×2へと改名
- 三菱・4G5/4D5型エンジン - G54B（ターボのみ）、4D56（ディーゼル）
- 三菱・4G3型エンジン - G31B、G32B、G33B、G37B、4G32、4G37
- 三菱・4G1型エンジン - G13B、G15B、4G13、4G15（DOHC仕様・MVV仕様除く）

## 搭載車両
- ギャランΣ/エテルナΣ
- ミラージュ
- ランサーフィオーレ
- デボネア
- デリカ（デリカスターワゴン/デリカエクシード/ヒュンダイ・グレース）
- パジェロ
- ギャラン/エテルナ
- スタリオン
- ミニカ
- ミニキャブ